# Фьески, Жак
Жак Фьески (фр. Jacques Fieschi, род. 1948) — французский сценарист, автор более 30 сценариев с 1985 г. Автор сценария и режиссёр фильма Калифорния, который был показан в секции Особый взгляд Каннского кинофестиваля 2006 года.

## Фильмография
- 1985 — Полиция (фр. Police...) адаптация
- 1988 — Несколько дней со мной (фр. Quelques jours avec moi)
- 1990 — Уик-энд на двоих (фр. Un week-end sur deux)
- 1991 — Sushi Sushi
- 1992 — Архипелаг (фр. Archipel)
- 1992 — Дикие ночи (фр. Les nuits fauves) адаптация
- 1992 — Сердце зимой (фр. Un coeur en hiver)
- 1994 — Любимый сын (фр. Le fils préféré, англ. The Favourite Son)
- 1995 — Король Парижа (фр. Le roi de Paris)
- 1995 — Нелли и месье Арно (фр. Nelly & Monsieur Arnaud)
- 1996 — Ирма Веп, актёр
- 1996 — Дневник юного засранца (фр. Mémoires d'un jeune con)
- 1998 — Вандомская площадь (фр. Place Vendôme)
- 1998 — Школа плоти (фр. L' École de la chair, англ. The School of Flesh)
- 1999 — Огюстен, король кун-фу (фр. Augustin, roi du kung-fu)
- 2000 — Маркиз де Сад (фр. Sade)
- 2000 — Сентиментальные судьбы (фр. Les destinées sentimentales, англ. Sentimental Destinies)
- 2001 — Как я убил своего отца (фр. Comment j'ai tué mon père)
- 2002 — Соперник (фр. L'adversaire)
- 2003 — Натали (фр. Nathalie...)
- 2005 — Авантюра (фр. Une aventure)
- 2006 — Калифорния (фр. La Californie, англ. French California)
- 2006 — Как говорит Шарли (фр. Selon Charlie, англ. Charlie Says)
- 2010 — Бессонница (фр. Je ne vous oublierai jamais)
- 2010 — Все девушки плачут (фр. Toutes les filles pleurent)
- 2010 — Балкон с видом на море (фр. Un balcon sur la mer)
- 2012 — фр. La mémoire dans la chair
- 2012 — фр. Colère
- 2013 — Он ушел в воскресенье (фр. Un beau dimanche, англ. Going Away)
- 2014 — Ив Сен-Лоран
- 2014 — Красива, как чужая жена (фр. Belle comme la femme d'un autre)
- 2016 — Каменная болезнь (фр. Mal de pierres)
- 2020 — Любовники (фр. Amants)
- 2021 — Утраченные иллюзии (фр. Illusions perdues)